# اوتکری نظرف
اوتَکَری نظرف جماعت و شهرکی در جنوب غربی کشور تاجیکستان است که در ناحیهٔ قبادیان ولایت ختلان قرار دارد. جمعیت این جماعت ۱۵٬۶۱۸ است.